# Сказка о рыбаке и рыбке (фильм)
«Сказка о рыбаке и рыбке» — немой художественный фильм режиссёра Кая Ганзена по одноимённой сказке Александра Сергеевича Пушкина. Первая экранизация сказки Пушкина. 
Оригинальные интертитры к фильму не сохранились.
Премьера фильма состоялась 26 декабря 1911 года.

## Сюжет
Старик рыбачил тридцать лет и три года, и однажды в его неводе оказалась волшебная Золотая рыбка. Она принялась умолять отпустить её в синее море, откупалась всем, что пожелал бы старик. И старик сжалился, отпустил рыбку, ничего не попросив взамен. Узнав об этом, старуха отправила старика назад к рыбке попросить у неё новое корыто, ведь старое совсем прохудилось.
Золотая рыбка выполнила просьбу старика, но старухе уже было мало нового корыта – она потребовала новую избу. Вернулся старик к мутному морю и вновь обратился с просьбой к Золотой рыбке. Возвращается он и видит: стоит прекрасный новый дом, однако старуха в этот раз уже захотела стать столбовой дворянкой и отправила старика назад к рыбке. Синее море было уже неспокойно, но Золотая рыбка безропотно выполнила и эту просьбу старика. Старуха стала столбовой дворянкой, жила в богатом тереме, а старика отправила служить на конюшню.
Через время старухе и этой привольной жизни показалось мало. Наказала она старику, чтобы рыбка сделала её царицей. Делать нечего, отправился старик за новой просьбой к почерневшему синему морю, и Золотая рыбка выполнила её.
Когда же старуха в жажде власти захотела стать владычицей морской, а сама бы рыбка была у неё на посылках, Золотая рыбка лишь вильнула хвостом, услышав эту просьбу. И старик вернулся к своей прежней старой избе, возле которой сидела старуха у разбитого корыта.